# 杜工部集
《杜工部集》又稱《杜少陵集》，是唐代诗人杜甫的作品集。
《杜工部集》一书共收诗一千四百多首。宋代王洙取“祕府舊藏”和“通人家所有”的各種杜集，去其重複，錄取1405首；又別錄“賦筆雜著”二十九篇，合為二十卷，宝元二年（1039年）结集为《杜工部集》二十卷。嘉祐四年（1059年）由王琪刊刻於杭州，並撰《杜工部集后记》。
王洙《杜工部集记》记载所用杜集有九種，前三家所据各集，王洙均未取用。例如唐代古本二卷、蜀本二十卷、《集略》十五卷、樊晃序《小集》六卷、孙光宪序本二十卷、郑文宝序《少陵集》二十卷、别题小集二卷、孙仅一卷、杂编三卷。

## 注杜工部集
《注杜工部集》是杜甫诗的第一個注本，“千家注杜”之始，一說是王洙的作品。晁公武道：“本朝自王原叔以後，學者喜觀杜詩，世有為之注者數家，率鄙淺可笑。”歷代皆不斷擴充其詩集，不下百種。至於注釋杜詩者更燦若繁星，明代张綖有《杜诗通》、王嗣奭的《杜臆》、清代錢謙益《箋註杜工部集》、仇兆鰲《杜詩詳註》、楊倫箋注《杜詩鏡銓》。
梅新林《杜诗伪王洙注新考》证明所谓王注实为邓忠臣注，因該書引《新唐书》之史料，而《新唐书》成书于嘉祐五年（1060年），王洙卒年早在《新唐书》成书四年之前。吴激《赠李东美诗引》亦言“元祐间，秘阁校对黄本，邓忠臣字慎思，余柳氏姨之夫，今世所注杜工部诗，乃慎思平生究竭心力而为之者。镂板家标题，遂以托名王原叔”。

## 公有領域著作、維基共享資源
- 唐 杜甫 撰 宋 闕名 集注 宋 呂大房 撰年譜宋 蔡興宗 撰年譜 宋 魯訔 撰年譜 四部叢刊 集部 景南海潘氏藏宋刊本 註《杜工部詩》(一)。
- 唐 杜甫 撰 宋 闕名 集注 宋 呂大房 撰年譜宋 蔡興宗 撰年譜 宋 魯訔 撰年譜 四部叢刊 集部 景南海潘氏藏宋刊本 註《杜工部詩》(二)。
- 唐 杜甫 撰 宋 闕名 集注 宋 呂大房 撰年譜宋 蔡興宗 撰年譜 宋 魯訔 撰年譜 四部叢刊 集部 景南海潘氏藏宋刊本 註《杜工部詩》(三)。
- 唐 杜甫 撰 宋 闕名 集注 宋 呂大房 撰年譜宋 蔡興宗 撰年譜 宋 魯訔 撰年譜 四部叢刊 集部 景南海潘氏藏宋刊本 註《杜工部詩》(四)。
- 唐 杜甫 撰 宋 闕名 集注 宋 呂大房 撰年譜宋 蔡興宗 撰年譜 宋 魯訔 撰年譜 四部叢刊 集部 景南海潘氏藏宋刊本 註《杜工部詩》(五)。

- 唐 杜甫 撰 宋 闕名 集注 宋 呂大房 撰年譜宋 蔡興宗 撰年譜 宋 魯訔 撰年譜 四部叢刊 集部 景南海潘氏藏宋刊本 註《杜工部詩》(六)。
- 唐 杜甫 撰 宋 闕名 集注 宋 呂大房 撰年譜宋 蔡興宗 撰年譜 宋 魯訔 撰年譜 四部叢刊 集部 景南海潘氏藏宋刊本 註《杜工部詩》(七)。
- 唐 杜甫 撰 宋 闕名 集注 宋 呂大房 撰年譜宋 蔡興宗 撰年譜 宋 魯訔 撰年譜 四部叢刊 集部 景南海潘氏藏宋刊本 註《杜工部詩》(八)。
- 唐 杜甫 撰 宋 闕名 集注 宋 呂大房 撰年譜宋 蔡興宗 撰年譜 宋 魯訔 撰年譜 四部叢刊 集部 景南海潘氏藏宋刊本 註《杜工部詩》(九)。
- 唐 杜甫 撰 宋 闕名 集注 宋 呂大房 撰年譜宋 蔡興宗 撰年譜 宋 魯訔 撰年譜 四部叢刊 集部 景南海潘氏藏宋刊本 註《杜工部詩》(十)。